# ФК Палмеирас
Спортско друштво Палмеирас (порт. Sociedade Esportiva Palmeiras) је бразилски фудбалски клуб из Сао Паула, основан 26. августа 1914. године као Palestra Italia, али је променио име на садашње 14. септембра 1942. године. Палмеирас је један од најпопуларнијих и најтрадиционалнијих бразилских клубова.

## Успеси

#### Национални
- Бразилска Серија А:
  - Првак (12): 1960, 1967, 1967, 1969, 1972, 1973, 1993, 1994, 2016, 2018, 2022, 2023. (рекорд)

- Куп Бразила:
  - Освајач (4): 1998, 2012, 2015, 2020.

- Куп шампиона Бразила: (претходник Суперкупа Бразила)
  - Освајач (1): 2000.

- Суперкуп Бразила:
  - Освајач (1): 2023.

- Бразилска Серија Б:
  - Првак (2): 2003, 2013.

#### Државни
- Првенство Сао Паула:
  - Првак (26): 1920, 1926, 1927, 1932, 1933, 1934, 1936, 1940, 1942, 1944, 1947, 1950, 1959, 1963, 1966, 1972, 1974, 1976, 1993, 1994, 1996, 2008, 2020, 2022, 2023, 2024.

- Турнир Рио-Сао Пауло:
  - Освајач (5): 1933, 1951, 1959, 1965, 2000.

#### Међународни
- Куп Рио:
  - Освајач (1): 1951.

- Интерконтинентални куп:
  - Финалиста (1): 1999.

- Светско клупско првенство:
  - Финалиста (1): 2021.

- Копа либертадорес:
  - Освајач (3): 1999, 2020, 2021.

- Рекопа Судамерикана:
  - Освајач (1): 2022.
  - Финалиста (1): 2021.

- Куп Меркосур:
  - Освајач (1):  1998.